# Білобережжя Святослава
Білобере́жжя Святосла́ва — національний природний парк в Україні, в межах Очаківського та Березанського районів Миколаївської області. Розташований у Причорноморсько-Приазовській сухостеповій провінції, яка є складовою Південно-степової (Сухостепової) підзони Степової зони.
Загальна площа — 35223,15 га.

## Історія
Парк створено 16 грудня 2009 року згідно з Указом Президента України Віктора Ющенка з метою збереження, відтворення і раціонального використання цінних природних та унікальних комплексів та об'єктів степової зони, що мають важливе природоохоронне, рекреаційне і культурно-освітнє значення.
До території національного природного парку «Білобережжя Святослава» погоджено в установленому порядку включення 35223,15 га земель державної власності, а саме: 28587,74 га земель, що надаються (у тому числі з вилученням у землекористувачів) Національному природному парку в постійне користування (з них 25000 га земель акваторій Дніпровсько-Бузького лиману, Ягорлицької затоки та прилеглої акваторії Чорного моря навколо Кінбурнського півострова), і 6635,41 га земель, що включаються до складу національного природного парку без вилучення.

### Процес створення
Згідно з Указом Президента України Кабінет Міністрів України повинен:
1. забезпечити:
  1. вирішення питання щодо утворення адміністрації національного природного парку «Білобережжя Святослава» та належного її функціонування;
  2. розроблення та затвердження у шестимісячний строк у встановленому порядку Положення про національний природний парк «Білобережжя Святослава»;
  3. підготовку в 2010—2011 роках матеріалів та вирішення відповідно до законодавства питань щодо вилучення і надання національному природному парку «Білобережжя Святослава» 28587,74 га земель у постійне користування;
  4. розроблення протягом 2010—2011 років проєкту землеустрою щодо відведення земельних ділянок і проєкту землеустрою з організації та встановлення меж території національного природного парку, отримання державних актів на право постійного користування земельними ділянками;
  5. розроблення у 2010—2012 роках та затвердження в установленому порядку Проєкту організації території національного природного парку «Білобережжя Святослава», охорони, відтворення та рекреаційного використання його природних комплексів і об'єктів;
2. передбачати під час доопрацювання проєкту Закону України «Про Державний бюджет України на 2010 рік» та підготовки проєктів законів України про Державний бюджет на наступні роки кошти, необхідні для функціонування Національного природного парку «Білобережжя Святослава».

### Території ПЗФ у складі НПП «Білобережжя Святослава»
Нерідко, оголошенню національного парку або заповідника передує створення одного або кількох об'єктів природно-заповідного фонду місцевого значення. В результаті, великий НПП фактично поглинає раніше створені ПЗФ. Проте їхній статус зазвичай зберігають.
До складу території національного природного парку «Білобережжя Святослава» входять такі об'єкти ПЗФ України:
- Гідрологічний заказник місцевого значення «Солоне озеро»
- Регіональний ландшафтний парк «Кінбурнська коса»

### Участь у науковій та науково-дослідній діяльності
У 2015—2016 роках на території парку проводили науково-дослідні роботи дві наукові організації: Одеський центр науково-дослідного інституту морського рибного господарства і океанографії (м. Одеса) та Інститут рибного господарства та екології моря (м. Бердянськ). Крім того, проводився промисловий лов суб'єктами, які мають відповідні дозвільні документи згідно з Інструкцією про порядок спеціального використання риби та інших водних живих ресурсів, затвердженої спільним наказам Мінагрополітики та Мінекології № 623/404 від 06.12.2005 року. Згідно з цією Інструкцією, адміністрацією парку їм була надана «Довідка про режим та особливі умови лову», якою доведено зонування території, а також вдвічі скорочена дозволена кількість засобів лову, порівняно із кількістю, вказаною у дозволах на проведення лову, виданих органами рибоохорони. Весь лов здійснюється прозоро, адже крім адміністрації парку контроль за дотриманням законодавства в цій сфері здійснюють й інші контролюючі органи: органи рибоохорони, екологічна інспекція охорони Південно-Західного регіону Чорного моря, Очаківська міжрайонна прокуратура, обласна природоохоронна прокуратура, органи міліції, підрозділи Херсонського прикордонного загону.

## Флора парку
Список флори нараховує 595 видів судинних рослин із 318 родів 83 родин 4 відділів. Аборигенна фракція становить 479 видів, 227 родів, 50 родин, адвентивна — 116 видів, 91 родів і 33 родин. Значну роль у складі флори відіграють покритонасінні — 98,8 %
Найпоширенішими є рослини родини айстрових. На них приходиться 85 видів (майже 14 % від усіх видів). Другою за чисельністю є родина злакових — 65 видів (майже 11 %). Родина бобових нараховує 37 видів (6,2 %).

## Стан охорони біорізноманіття

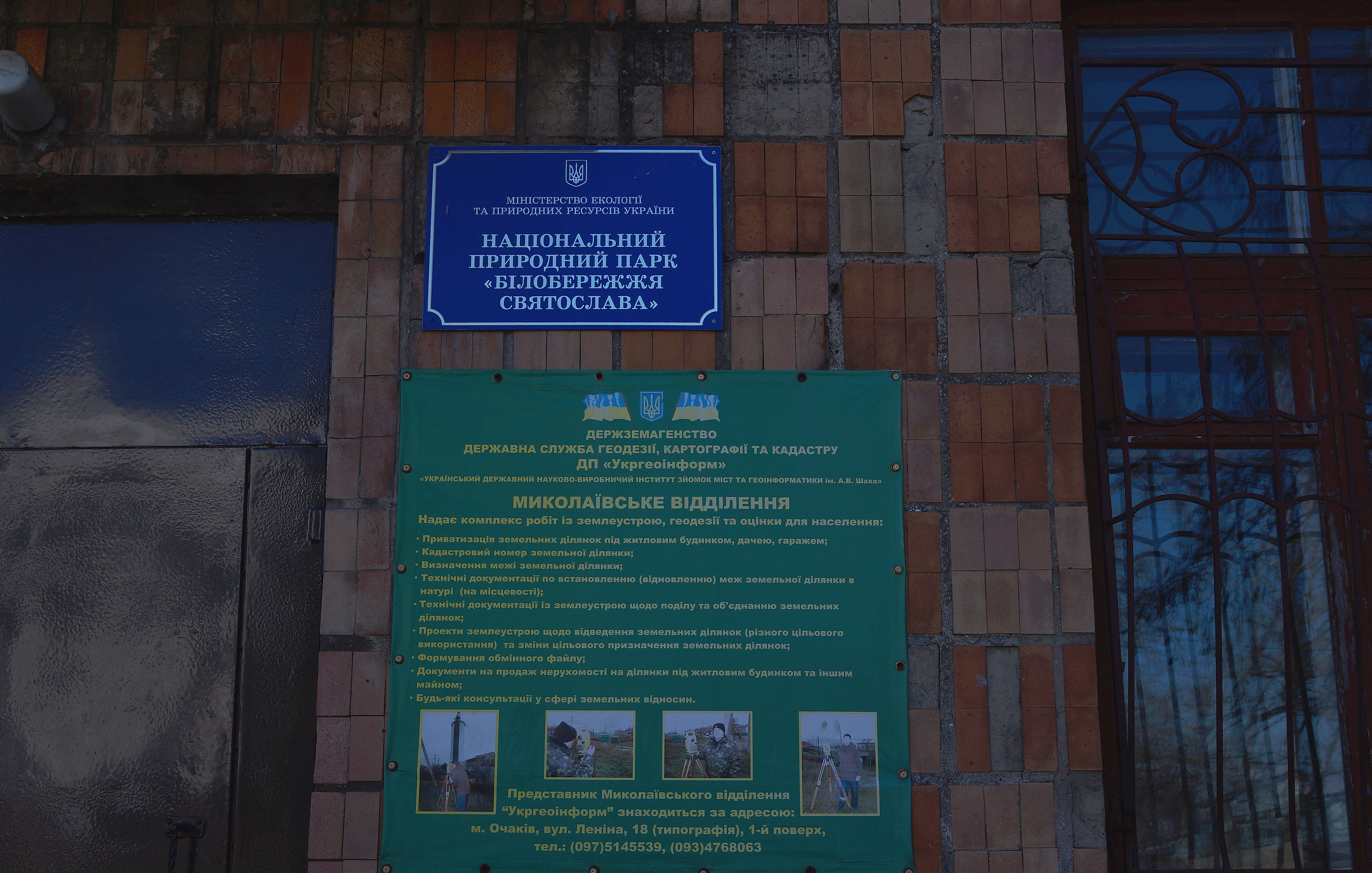
Адміністрація НПП в Очакові

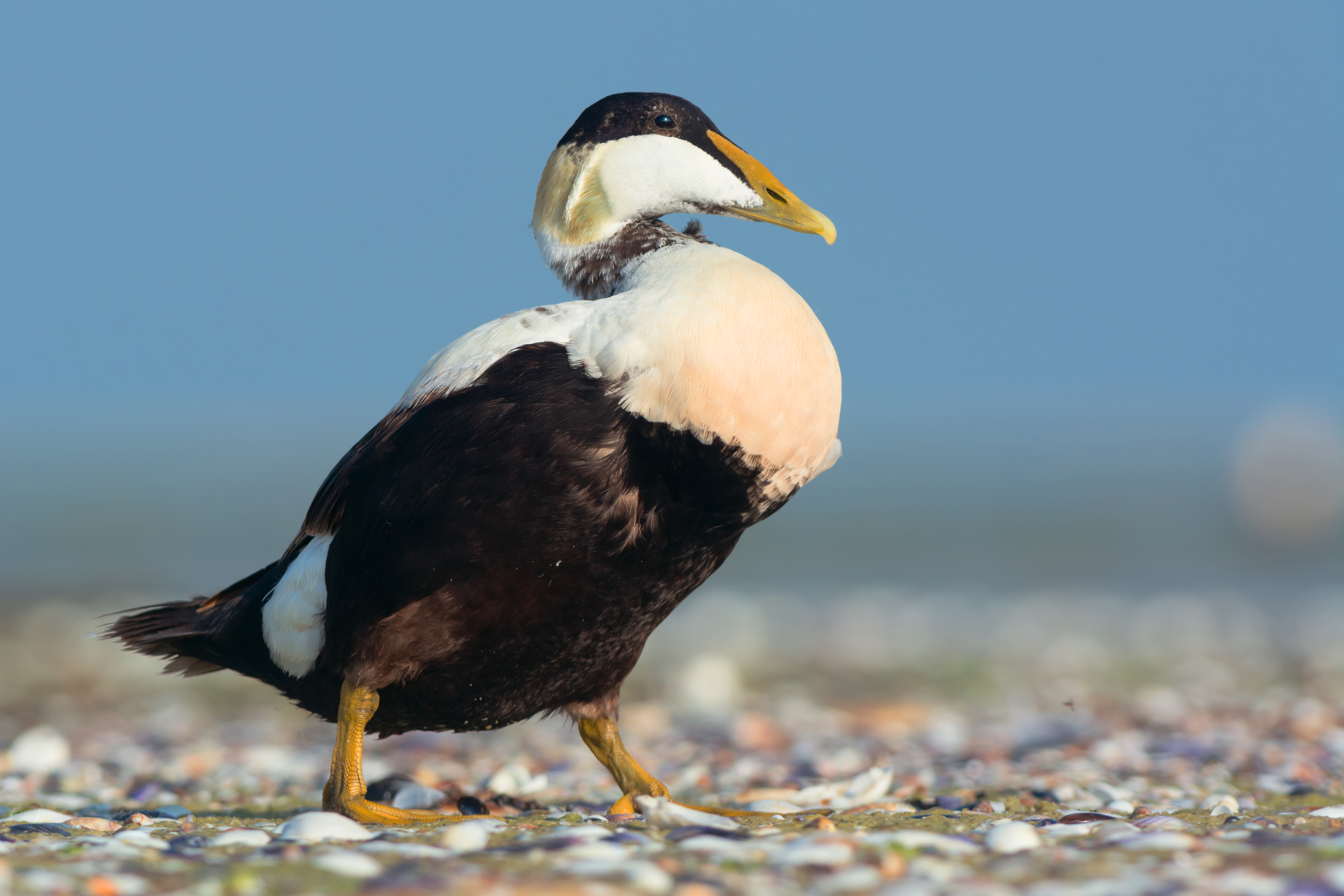
Пухівка на Кінбурнській косі

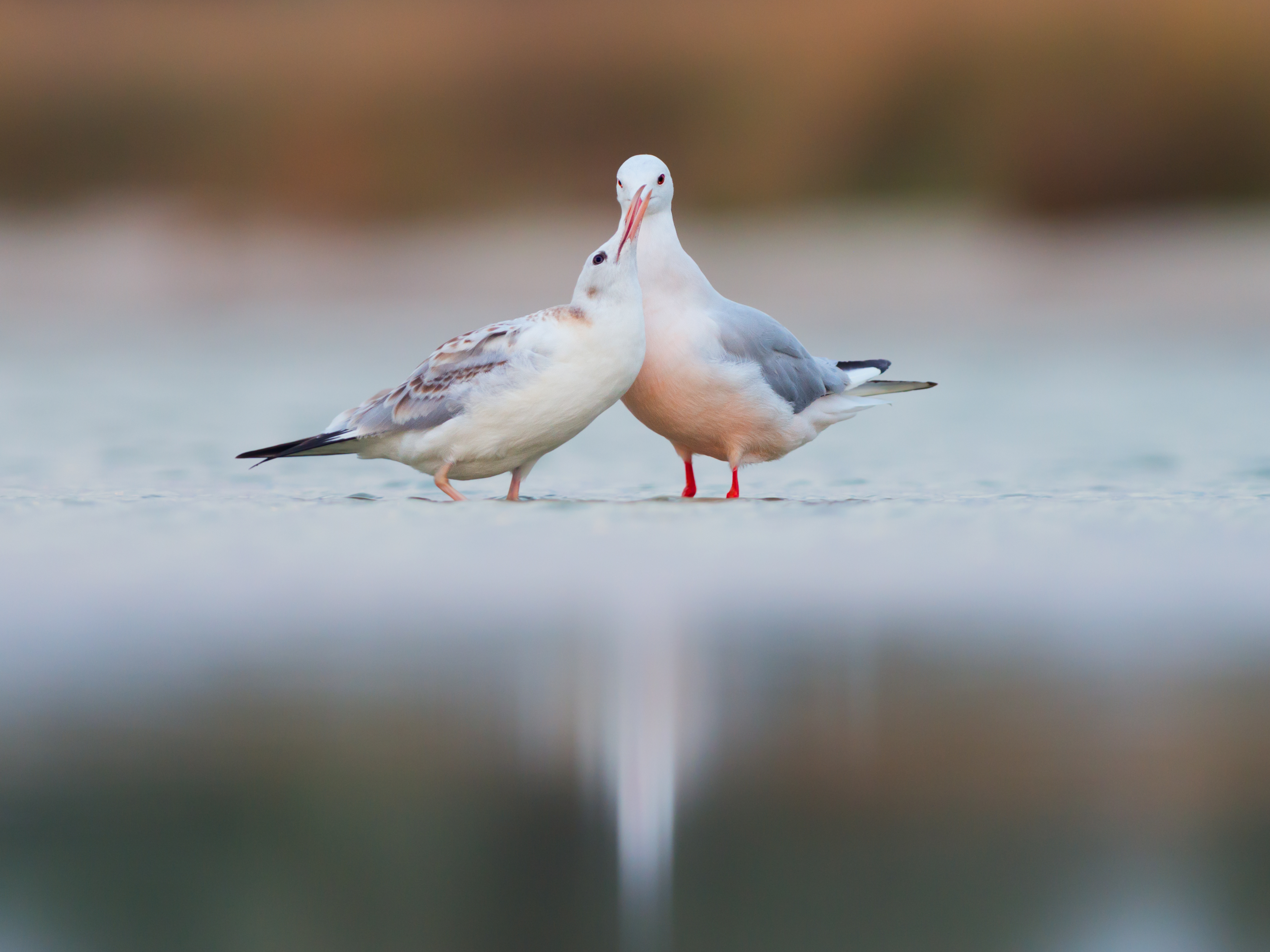
Мартини тонкодзьобі в національному природному парку

Національний природний парк «Білобережжя Святослава»

16 квітня 2010 року сесія Миколаївської облради звернулася до Президента України з проханням ліквідувати Національні парки «Білобережжя Святослава» та «Бузький гард»[1].
На літо 2014 року парк не мав Проєкту організації території та Проєкту землеустрою[1], які знаходилися на стадії погодження в Міністерстві екології та природних ресурсів України.
У 2012—2013 роках Миколаївським обласним управлінням лісового та мисливського господарства не проводилося регулювання чисельності вовків, так як це територія природно-заповідного фонду. В той же час виникла велика соціальна напруга внаслідок значного збільшення випадків знищення приватної худоби та домашніх тварин у мешканців Кінбурнської коси. З метою врегулювання цього питання адміністрацією парку були отримані дозволи в Мінприроди на вилучення 3-х особин вовка. В результаті протягом 2014—2016 років такі випадки майже припинились. Наразі парком спільно з спеціалізованою науковою установою проводяться наукові дослідження щодо зменшення негативного впливу вовків на приватний сектор коси спеціальними засобами, що не пов'язані з відстрілом тварин.
Органи прокуратури навесні 2013 року припинили незаконну роздачу землі в межах населених пунктів Очаківською райдержадміністрацією у земельну власність (46 га) на Кінбурзькій косі. У червні 2014 року в акваторії парку було затримано браконьєра, що відловив 52 кг креветок.
В 2012 році у кв. 6, 7 Бієнкових плавнів (заповідна зона) проводився покіс очерету[1] та поглиблення каналу в рамках відновлення гідрологічного режиму плавнів. В результаті будівництва цього каналу та очищення від очерету заводнено близько 300 га озер, які є природним нерестовищем коропів, карасів та інших прісноводних риб.
Територія парку дуже потерпає від джипів, яких у літній час на Кінбурнській косі значно збільшується. Періодично вони влаштовують перегони пустельними пляжами коси, знищуючи прибережну флору і фауну. Тому протягом 2014—2016 років парком встановлено 26 шлагбаумів для перекриття проїзду в невстановлених місцях. Повністю закритий проїзд шлагбаумом, з попереджувальними знаками, на рекреаційну дільницю «Кінбурнська стрілка». Крім того, на рекреаційній дільниці «Ковалівська» встановлено 22 шлагбаума, на більшій частині з яких встановлено попереджувальні знаки про заборону проїзду. Транспорт, який рухається поза межами доріг загального користування, зупиняється. На таких порушників складено 31 адмінпротокол. З метою профілактичної роботи з водіями, попередження порушень вимог щодо руху транспорту у серпні 2016 року обладнано контрольно—перепускний пункт на в'їзді на територію парку зі сторони Херсонської області.
З 35000 га площі парку під заповідну зону заплановано 9601,79 га, що становить 27 % території парку, при цьому виділення заповідної зони у водній акваторії передбачається в межах майже 8000 га. Території парку, що виділяються під заповідну зону, поки що не відмічені охоронними знаками (за відсутності Проєкту організації території та Проєкту землеустрою), проте службою держохорони НПП вони патрулюються та охороняються, про що свідчить значна кількість складених протоколів на порушників природоохоронного законодавства.
Незаконного системного лову водних живих ресурсів, тобто вилучення з природного середовища без наявності необхідних дозвільних документів, на території парку не здійснюється. З метою недопущення окремих фактів такого лову службою держохорони НПП проводиться патрулювання території, а також  рейди, в тому числі спільно з іншими правоохоронними та контролюючими органами. Протягом 2014—2016 р. в ході перевірок складено 15 протоколів про адмінпорушення за ч.4 ст.85 КУАП, вилучено 62 знаряддя незаконного лову.

## Розслідування
30 грудня 2024 року, співробітники ДБР спільно зі СБУ викрили керівництво Національного парку «Білобережжя Святослава» Миколаївської області на схемі отримання «відкатів» з премій підлеглих працівників. За оперативними даними, починаючи з 2022 року директор парку разом із заступником та головним бухгалтером щомісяця вилучали у 10 підлеглих працівників нараховану їм 200 % премію від заробітної плати. У разі несплати вони погрожували їм скороченням посади та виведенням поза штат. За оперативними даними, протягом двох років посадовці встигли обібрати підлеглих на понад 5 млн грн. 26 грудня 2024 року правоохоронці затримали посадовців під час одержання 340 тис. грн щомісячної данини від співробітників. Наразі учасникам схеми повідомлено про підозру у вимаганні та одержанні неправомірної вигоди службовими особами за ч. 3 ст. 368 КК України. Суд обрав підозрюваним запобіжні заходи у вигляді тримання під вартою з можливістю внесення застави. Процесуальне керівництво здійснює Миколаївська обласна прокуратура.